# シンギュラリティ学
シンギュラリティ学（シンギュラリティがく、英語: Singularity Studies）は、人工知能（AI）やロボティクスなどの先端技術が到達する可能性のある「技術的特異点（テクノロジカル・シンギュラリティ）」とその社会的影響を学際的に研究する新しい学問領域である。

## 概要
この学問分野は、情報科学、ロボット工学、社会情報学、経済学、哲学、倫理学など、多岐にわたる領域を横断して研究が行われている。シンギュラリティ学の主な目的は、AIの爆発的進化に伴う社会システムの変容と、それがもたらす人間観、倫理、法体系の変化を統合的に理解することである。

## 主要な研究者

### 国際的な研究者
- ヴァーナー・ヴィンジ：1993年に「特異点」の概念を提唱し、学界とSF界に大きな影響を与えた[5]。
- レイ・カーツワイル：2005年の著書『シンギュラリティは近い』で2045年頃に技術的特異点が到来すると予測[6]。
- ニック・ボストロム：人工知能のリスクや超知能について哲学的考察を展開。オックスフォード大学「人類の未来研究所」所長[7]。

### 日本の研究者
- 笹埜健斗：社会情報学者、AI教育者、発明家。日本シンギュラリティ学会の会長[8][9]。

## 研究の特徴
シンギュラリティ学は、単なる未来予測にとどまらず、望ましい未来を積極的に設計し、創造するための知的基盤を提供する。主な研究テーマには以下が含まれる：
- AIの倫理
- 技術の社会的影響
- 人間とAIの共生可能性
- AIとのコミュニケーション
- 社会システムの再設計[10]

## 課題と展望
現在、シンギュラリティ学は発展途上の学問分野であり、理論や研究手法、教育カリキュラムの体系化には多くの課題が残されている。しかし、技術と社会の変化が加速する現代において、学際的なアプローチの重要性が増しており、学術研究、企業連携、政策立案において注目を集めている。
将来的には、学会や国際連携を通じて学問分野としての基盤を強化し、社会実装の具体的事例を積み上げていくことが期待されている。